# Верхняцька загальноосвітня школа №2
Верхняцька ЗОШ І—ІІІ ст. №2 Христинівської районної ради Черкаської області — загальноосвітній заклад повної середньої освіти в смт Верхнячка Христинівського району Черкаської області.

## Історія
1860 — відкрито двокласну церковно–парафіяльну школу. 
1902 — школу реорганізовано у двокласну міністерську (земську). 
1919 — школу переведено з приватного будинку до колишнього прибуткового будинку поміщика Чернишова.
1927 — школа стала фабрично-заводською семирічною (ФЗС). 
1937 — школу реорганізовано у десятирічну. Працювала в кількох приміщеннях.
1965 — школа перейшла до нового навчального корпусу, який збудовано на кошти місцевого цукрового заводу.
1986 — у зв'язку з відкриттям ще однієї школи в селищі, Верхняцьку середню школу реорганізовано у Верхняцьку середню школу №2. 
2004 — за рішенням Христинівської районної ради від 23.07.2004 року №14–6/19 була реорганізована у Верхняцьку загальноосвітню школу І-ІІІ ступенів №2.

## Розташування
Школа розміщена у двоповерховій типовій будівлі на 323 учнівські місця. Розташована в центральній частині селища, в районі селищної ради та дослідно-селекційної станції. Поблизу школи розташований міжшкільний навчально-виробничий комбінат.

## Матеріально-технічна база
- Кількість класних кімнат — 17.
- Спеціалізовані кабінети — 2 інформатики, біології, географії, фізики, хімії, іноземної мови.
- Робочі місця, обладнані ПК — 23.
- Спортивна зала.
- Їдальня.[3]

Школа обладнана системами водопостачання та водовідведення, автономною системою опалення.

## Педагогічні кадри
До складу кадрового педагогічного складу навчального закладу входить 38 вчителів та допоміжних педагогічних працівників, які представлені за такими кваліфікаційними категоріями:
- Старший вчитель — 2 особи
- Вища категорія — 11 осіб
- Перша категорія — 10 осіб
- Друга категорія — 9 осіб.
- Спеціаліст — 6 осіб.

## Навчально-виховний процес
У школі навчаються 206 учнів, 15 з яких за інформаційно-технологічним профілем. Мова здійснення навчально-виховного процесу — українська. Як іноземні вивчаються англійська та російська. Підготовка учнів ІІІ ступеня навчання здійснюється за технологічним та інформаційно-технологічним профілями

## Відомі випускники
- Мельник Юрій Федорович — герой України, міністр аграрної політики України (2006—2010).